# Загорье (село, Переславский район)
Загорье — село в Переславском районе Ярославской области при речке Сольбе.
Постоянное население на 1 января 2007 года — 196 человек.

## История
В XVII столетии Загорье принадлежало вотчинникам Милославским, а в XVIII столетии — Нарышкиным; называлось оно ещё Старым Благовещенским селом. Но это название относилось собственно не к нынешнему селу Загорью, а к тому поселению, в котором до 1805 года находилась церковь. Она стояла в 3 км от нынешнего Загорья.
Церковь во имя Благовещения Пресвятой Богородицы построена в первый раз помещиком Ильёй Димитриевичем Милославским в 1654 году. Эта деревянная церковь существовала 150 лет.
В 1800 году на средства помещика В. С. Нарышкина вместо деревянной церкви начата постройка каменного храма уже на новом месте в селе Загорье. Новопостроенный храм был освящён в 1805 году также в честь Благовещения Пресвятой Богородицы. В 1842 году этот храм был расширен и в трапезе устроены два придела — в честь святителя Димитрия Ростовского и Введения во храм Пресвятой Богородицы.
С 1882 года в Загорье была земская народная школа.

## Население
| 1859 | 1905 | 1926 | 2007 | 2008 | 2010 |
| ---- | ---- | ---- | ---- | ---- | ---- |
| 174  | ↗236 | ↗303 | ↘196 | ↘192 | ↘189 |